# 5e régiment d'artillerie de campagne aéroporté
Le 5e régiment d'artillerie de campagne aéroporté (RACAP) est une unité aéroportée de l'armée de terre française aujourd’hui dissoute. Régiment d’artillerie divisionnaire de la 25e division aéroportée, il est l'héritier du 5e régiment d'artillerie. Ses éléments passent au 20e régiment d'artillerie légère parachutiste puis au 8e régiment d'artillerie.
Fondé en 1946 sous le nom de 5e RAP, il portera également l’appellation de RACAP. Le régiment est dissous le 15 avril 1949. Sa devise est « Jusqu’à la mort ».
Le régiment est composé de batteries équipées de divers matériels (canons de 75 mm sur pneus, 88 mm britannique, 37 mm antichar et 75 mm US) et des batteries de 40 mm Bofors Anti Aérien.